# Petit Livre rouge
Pour les articles homonymes, voir Livre rouge (homonymie).
Les Citations du Président Mao Tse-Toung (毛主席语录 pinyin : Máo Zhǔxí Yǔlù), parfois aussi appelé Les Plus Hautes Instructions (最高指示, pinyin : zuì gāo zhǐshì), plus connu en français sous le nom de Petit Livre rouge, est un livre de propagande communiste publié par le gouvernement de la république populaire de Chine à partir de 1964, dont la distribution est organisée par Lin Biao, le ministre de la défense et le chef de l’Armée populaire de libération (APL). Traduit en 64 langues, ayant donné lieu à 500 éditions différentes diffusées dans 150 pays, ce livre est un recueil de citations extraites d'anciens discours et écrits de Mao Zedong. L'appellation Le Petit Livre rouge découle de son édition en format de poche, mais ce nom n'est jamais utilisé en Chine.

## Origines
Dans un discours de 1962, Mao Zedong déclare que « lire une phrase du président Mao chaque jour, c’est comme rencontrer le président en personne chaque jour ». Dès lors, tous les quotidiens du pays prennent l’habitude d’accompagner chacun de leurs articles d’une citation de Mao. 

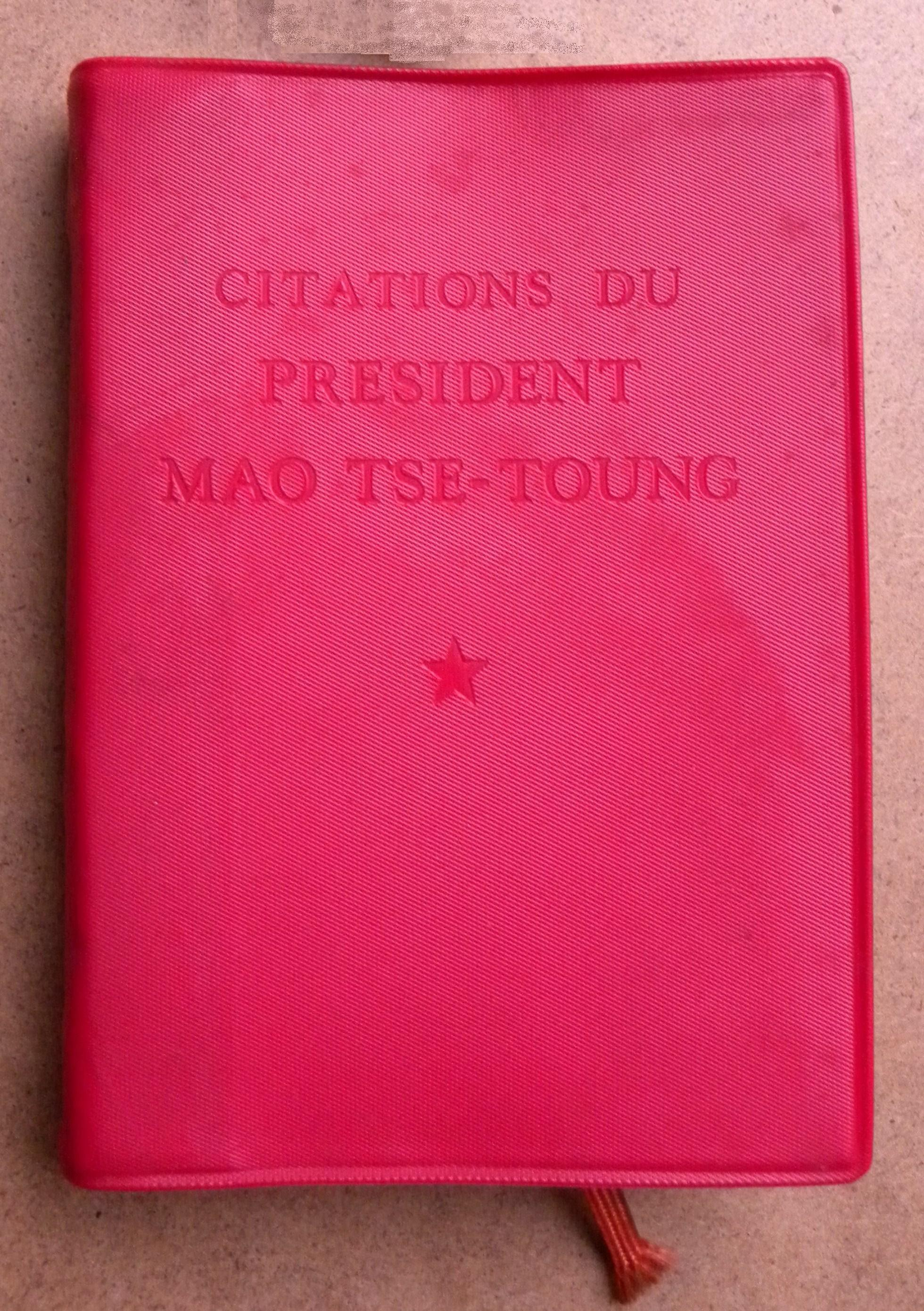
Le « petit livre » de Mao, version originale (vinyle) française (1966). (95x134 mm) 352 p. 160 gr.

Mais rapidement se pose le problème de trouver suffisamment de citations, et aussi de ne faire aucune erreur de transcription (un directeur de journal risque dans ce cas d’être destitué de son poste).
Le Quotidien de Tianjin élabore un premier recueil de citations extraites de discours de Mao. Le journal de l’Armée Populaire de Libération s’en procure une copie puis élabore son propre répertoire, en enrichissant celui du Quotidien de Tianjin. La pensée de Mao est progressivement organisée en chapitres (« Enquêtes et recherches », « La théorie et la pratique », « Le Parti », etc).
Émerge progressivement l’idée de publier ce recueil. Une première version voit le jour en 1964, avec 30 chapitres. Le ministre de la Défense Lin Biao, protégé de Mao, en rédige la préface. Ce livre de poche doit servir de guide et de source d'inspiration à tous les membres de l'armée.
Ce premier tirage, dont environ 50 à 60 000 exemplaires furent imprimés, n'était pas destiné à la vente mais devait servir de guide aux membres de l'Armée populaire de libération. Le sinologue Michel Bonnin indique : « Il fallait redonner du moral à l’armée. La plupart des soldats étaient des paysans, le Petit Livre rouge devait donc être quelque chose de simple qui offre des solutions pour la vie quotidienne. C’est de l’idéologie appliquée ».
Le succès de l'opération se traduit par la réimpression du livre dès février 1965 avec deux chapitres supplémentaires, puis quelques mois plus tard avec un 33e chapitre. Dans cette nouvelle version, la couverture blanche est remplacée par une couverture rouge écarlate, couleur qui fut ensuite conservée pour toutes les éditions ultérieures.

## Structure

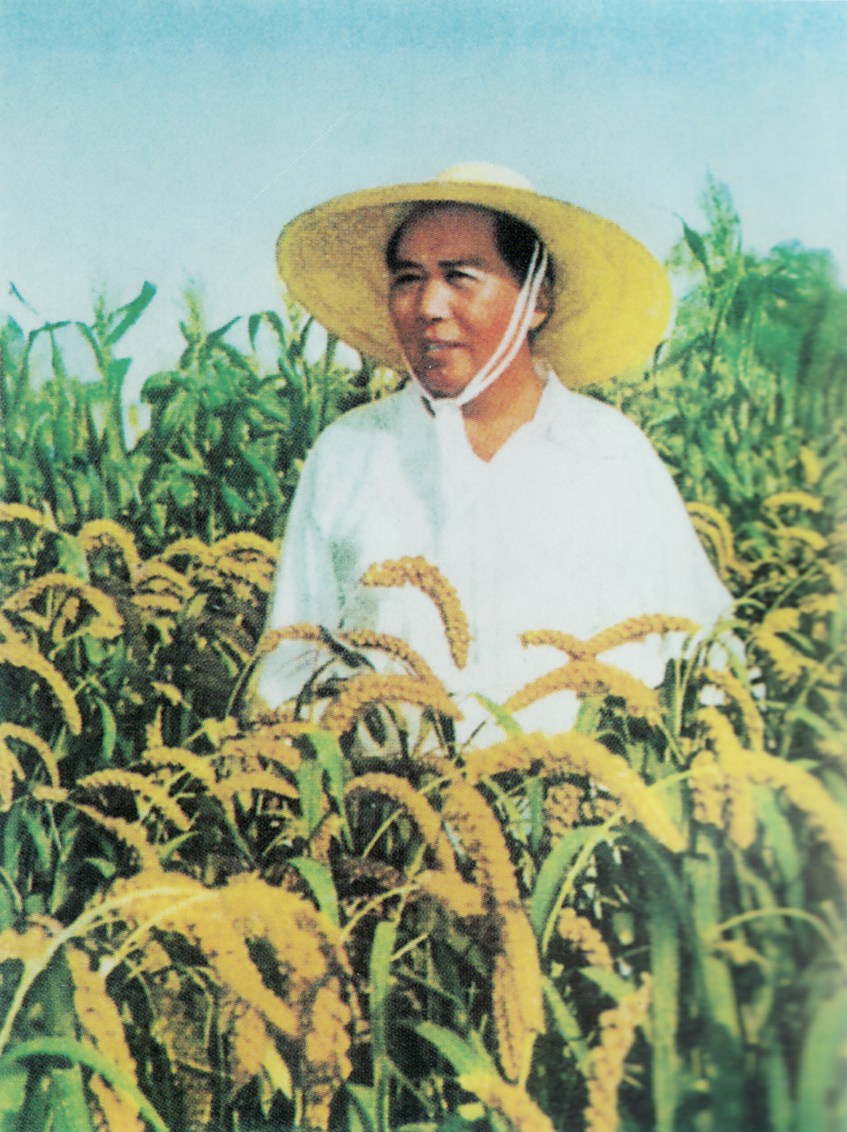
Mao Zedong dans un champ de riz aux grappes particulièrement lourdes, vers 1950, une photographie de Hou Bo illustrant le Petit Livre rouge.

Les Citations du Président Mao Tse-Toung sont regroupées en trente-trois chapitres selon un classement thématique abordé sous un angle idéologique exclusivement communiste en y ajoutant quelques considérations personnelles. L'essentiel du livre consiste en des recommandations sur la façon de s'organiser, de se comporter et de penser. Dans quelques-unes de ses nombreuses métaphores, Mao compare les « mauvaises pensées » et « mauvaises actions », soit tout ce qui dévie de la ligne fixée par le Parti communiste chinois, à des maladies que l'on doit combattre et extirper par la « rééducation » (洗脑 xǐ nǎo : « laver, purifier, rectifier - tête, cerveau, pensée ») ou, en cas d'échec, par l'« anéantissement des nuisibles » (害虫灭绝 hàichóng mièjué) : le Parti devient alors le « chirurgien » et le camp de rééducation, l'« hôpital ». Le « Grand timonier » invite à une repentance ou auto-dénonciation pouvant ouvrir droit à des méthodes de rééducation moins sévères :

« Si celui qui a commis une erreur ne dissimule pas sa maladie par crainte du traitement et ne persiste pas dans son erreur au point de ne plus pouvoir être guéri, mais manifeste honnêtement, sincèrement, le désir de se soigner, de se corriger, nous nous en réjouirons et nous le guérirons, afin qu'il devienne un bon camarade. »

Le Petit Livre rouge est illustré de photographies de Hou Bo alors que celle-ci est emprisonnée dans un laogai (camp de rééducation).
| Chapitre | Nombre de citations | Titre                                                                   | Résumé |
| -------- | ------------------- | ----------------------------------------------------------------------- | --- |
| 1        | 13                  | Le Parti                                                                | Constitutionnellement, seule représentation du peuple et instance dirigeante du pays. |
| 2        | 22                  | Les classes et la lutte des classes                                     | Définition de la lutte des classes et des « neuf catégories de nuisibles ». |
| 3        | 28                  | Le socialisme et le communisme                                          | Rappel des fondamentaux, disparition de la propriété privée, étapes de l'évolution sociale vers le socialisme. |
| 4        | 16                  | La juste solution des contradictions au sein du Peuple                  | Devoirs de l'avant-garde révolutionnaire et destruction des « neuf catégories de nuisibles ». |
| 5        | 21                  | La guerre et la paix                                                    | Politique étrangère de la République populaire de Chine, recherche de la paix, mais défense des « pays-frères » (Corée du Nord, Kampuchéa démocratique, Albanie). |
| 6        | 10                  | L'impérialisme et tous les réactionnaires sont des « tigres en papier » | Analogie avec les dragons en papier du nouvel an chinois, en principe brûlés à la fête des lanternes finale : l'impérialisme, brûlé de l'intérieur par ses contradictions, n'empêchera pas les révolutionnaires de porter leur flamme à travers le monde, et s'effondrera. |
| 7        | 10                  | Oser lutter, oser vaincre                                               | Toute tiédeur ou mansuétude est de la complicité avec l'ennemi de classe et une trahison envers le peuple. Toute réticence à se rééduquer soi-même ou être rééduqué, également. |
| 8        | 10                  | La guerre populaire                                                     | C'est jour et nuit une vigilance permanente envers tous et tous, en soi contre ses propres mauvaises idées ou habitudes, en famille contre celles de sa parentèle, au travail, dans le village ou le quartier, ou en s'engageant dans l'armée, le Parti ou mieux encore, la police politique. |
| 9        | 8                   | L'armée populaire                                                       | Son recrutement est populaire et participe à la lutte des classes : c'est pourquoi l'enthousiasme révolutionnaire vaut plus que toutes les compétences techniques ; elle est au service du projet révolutionnaire et défend le peuple contre les nuisibles de l'intérieur ou contre toute agression extérieure. |
| 10       | 14                  | Le rôle dirigeant des comités du Parti                                  | Application du chapitre 1 aux échelons inférieurs : le comité du Parti est l'unique juge, maire, directeur d'institution ou d'entreprise, inspecteur académique, planificateur économique, en tant que relais local du Parti communiste chinois au Congrès duquel il désigne les représentants locaux. |
| 11       | 22                  | La ligne de masse                                                       | Définie par les masses soit en pratique par leur unique représentant, le Parti communiste chinois, c'est la ligne politique du moment ; elle peut évoluer, et s'opposer à une évolution c'est trahir le peuple et devoir être rééduqué. La ligne de masse est là pour combattre l'« aventurisme » (vous émettez trop d'idées, prenez trop d'initiatives) et le « suivisme » (vous êtes trop passif). |
| 12       | 21                  | Le travail                                                              | Il est un devoir civique : s'y soustraire, ou ne pas parvenir à produire le quota défini par les autorités, c'est trahir le peuple et devoir être rééduqué. |
| 13       | 7                   | Les rapports entre officiers et soldats                                 | En théorie égalitaires (initialement il n'y avait pas de grades), en pratique le commissaire politique de chaque unité a les pleins-pouvoirs sur tous les autres, y compris celui d'en exécuter sur le champ. |
| 14       | 6                   | Les rapports entre l'armée et le Peuple                                 | « Comme un poisson dans l'eau » dans le peuple, l'armée doit sortir de ses casernes pour surveiller, aider et rectifier le peuple. Entre-autres, elle encadre les grands travaux décidés par le Parti au nom de l'avenir, requérant une main d'œuvre nombreuse, et empêche les travailleurs de s'y soustraire pour se vouer sans autorisation à leurs intérêts personnels immédiats tels que, par exemple, les travaux agricoles de subsistance. Elle assure aussi la distribution des vivres selon le barème du mérite révolutionnaire de chaque brigade de travail. |
| 15       | 8                   | Les « trois démocraties »                                               | Dans les passages de l'esclavagisme au féodalisme (étape 1), du féodalisme au capitalisme (étape 2) et du capitalisme vers le socialisme (étape 3), la démocratie bourgeoise, factice et formelle, est l'étape 2 ; dans sa lutte contre la bourgeoisie et l'aristocratie, le prolétariat doit d'abord s'associer avec les paysans, les artisans, la petite bourgeoisie et les commerçants pour une démocratie nationale (étape 3, concrétisée entre autres par les « Cent fleurs »), qui n'a de sens que si elle crée les conditions d'instaurer une démocratie populaire d'où tous les exploiteurs sont exclus et où seuls les travailleurs décident (étape 4, concrétisée entre autres par la « révolution culturelle » et le « Grand Bond en avant »). |
| 16       | 9                   | L'éducation et l'entraînement des troupes                               | L'armée et les brigades de travail sont des lieux où les recrues sont politiquement, physiquement et techniquement formées selon les priorités définies par le Parti. |
| 17       | 9                   | Servir le Peuple                                                        | Tout citoyen chinois doit oublier ses propres intérêts et donner constamment la priorité à l'intérêt collectif : l'individu n'est rien, le Peuple est tout. |
| 18       | 7                   | Le patriotisme et l'internationalisme                                   | La Patrie communiste est bien plus qu'une culture, une nationalité ou une appartenance géographique : c'est un foyer révolutionnaire dont tous les peuples luttent pour leur émancipation en tant que prolétaires, à l'intérieur comme à l'extérieur des frontières de l'État. |
| 19       | 8                   | L'héroïsme révolutionnaire                                              | En référence au chapitre 17, tout citoyen chinois doit être toujours prêt à sacrifier jusqu'à sa propre vie et celle de ses proches en donnant la priorité à l'intérêt collectif selon les directives du Parti. |
| 20       | 8                   | Édifier le pays avec diligence et économie                              | Tout travailleur doit être toujours prêt à augmenter sa cadence de travail et celle de ses camarades, et à économiser la matière première, l'énergie et les outils nécessaires, selon les directives du Parti. |
| 21       | 13                  | Compter sur ses propres forces et lutter avec endurance                 | Tout travailleur doit donner priorité aux directives du Parti sans réclamer assistance ni repos ou rations supplémentaires, ce qui serait de la faiblesse, de la tiédeur, une trahison envers le peuple. |
| 22       | 41                  | Méthodes de pensée et de travail                                        | Tout travailleur doit donner priorité à l'éducation révolutionnaire du Parti, penser collectif et s'organiser selon les directives des autorités pour remplir les objectifs définis par celles-ci. Le temps pris par l'éducation révolutionnaire sur les heures et les lieux de travail doit être rattrapé par l'augmentation des cadences et de l'efficacité. |
| 23       | 9                   | Enquêtes et recherches                                                  | Tout citoyen chinois doit être toujours prêt à surveiller ses concitoyens, à dépister les mauvaises pensées ou actions, et à en informer la police politique ou le commissaire politique de sa brigade, de son lieu de résidence ou de son unité militaire. Ne pas le faire serait une trahison envers le peuple, exposant aux plus sévères punitions pour soi-même, mais aussi pour les citoyens que l'on n'a pas surveillé. |
| 24       | 15                  | L'auto-éducation idéologique                                            | Tout citoyen chinois doit se rééduquer lui-même, en obéissant aux demandes de la police politique ou du commissaire politique de sa brigade, de son lieu de résidence ou de son unité militaire, en suivant les slogans édictés par ceux-ci, et les directives du Parti, très accessibles grâce aux calicots et aux haut-parleurs posés partout dans l'espace public. |
| 25       | 5                   | L'unité                                                                 | Tout citoyen chinois doit viser l'unité de sa commune, de son arrondissement, de son entreprise, de sa province et du pays, en sacrifiant ses préférences personnelles, conformément aux directives du Parti. |
| 26       | 5                   | La discipline                                                           | Tout citoyen chinois doit obéir scrupuleusement aux directives des autorités de sa commune, de son arrondissement, de son entreprise, de sa province et du Parti, afin de ne pas constituer un élément perturbateur et de ne pas être ainsi compté parmi les « nuisibles ». |
| 27       | 15                  | La critique et l'autocritique                                           | Tout citoyen chinois doit se surveiller constamment lui-même, dépister ses mauvaises pensées risquant de le conduire à de mauvaises actions, et si nécessaire se dénoncer lui-même à la police politique ou au commissaire politique de sa brigade, de son lieu de résidence ou de son unité militaire, afin d'être rééduqué. Ne pas le faire serait une trahison envers le peuple, exposant aux plus sévères punitions. |
| 28       | 18                  | Les communistes                                                         | Tout membre du Parti communiste chinois doit être exemplaire aux yeux de ses concitoyens, relayer avec enthousiasme les directives du Parti et montrer la voie à ses compatriotes en secondant les autorités dans leur travail organisationnel, éducatif et idéologique. Il se doit d'avoir assimilé les bases du marxisme-léninisme-maoïsme et d'être capable de les diffuser autour de lui. |
| 29       | 11                  | Les cadres                                                              | Tout cadre administratif, agricole, industriel, institutionnel ou militaire doit réaliser avec enthousiasme et compétence les directives du Parti, et appliquer ses capacités spécialisées pour les concrétiser, pas pour s'y opposer ou les critiquer, ce qui serait de la rétivité ou de la méfiance envers le Parti, et une trahison envers le peuple, nécessitant qu'il soit rééduqué. |
| 30       | 7                   | Les jeunes                                                              | Tout Pionnier communiste membre des Jeunes pionniers de Chine doit être exemplaire aux yeux des autres jeunes, relayer avec enthousiasme auprès d'eux les directives du Parti, et leur montrer la voie en secondant les autorités dans leur travail organisationnel, éducatif et idéologique, par des moyens sportifs, ludiques, éducatifs ou artistiques. |
| 31       | 7                   | Les femmes                                                              | Femmes et hommes sont totalement égaux dans un État communiste mais compte tenu de leur moindre force musculaire et endurance, et du fait que ce sont elles qui portent les enfants, le rôle éducatif spécifique des femmes est d'être les relais de l'éducation communiste de leurs enfants et de leurs consœurs de la sphère familiale. |
| 32       | 8                   | La culture et l'art                                                     | La culture et l'art sont les meilleurs relais de l'éducation communiste et ne sauraient devenir les expressions d'un quelconque intellectualisme, individualisme, sentimentalisme personnel, ni d'anciennes superstitions ou traditions archaïques dont ils doivent être expurgés ; l'art sain est le réalisme socialiste qui sert les masses, et le reste est de l'art dégénéré, archaïque, à proscrire (c'est au nom de ce principe que les « Gardes rouges » ont détruit une bonne partie du patrimoine culturel chinois, notamment religieux, patrimoine aujourd'hui en partie restauré, parfois à l'identique). |
| 33       | 16                  | L'étude                                                                 | Les études sont, comme le travail, un devoir civique à condition qu'elles ne servent pas un quelconque carriérisme personnel mais le peuple, le Parti et le pays, et les plus importantes sont les études politiques de la doctrine du Parti communiste chinois, qui éclaire et structure tout le reste. |

## Diffusion en Chine

### Une diffusion massive pendant la révolution culturelle (1966-1976)
En 1966, le Parti décréta que tout citoyen de la république populaire de Chine devait recevoir un exemplaire du « Petit Livre rouge » et s'en servir avant toute question ou décision : c'était une preuve de sa loyauté envers le Parti unique et son « Grand Timonier ».
Pendant la révolution culturelle dont il devient l'un des symboles, l'étude du livre est obligatoire dans les écoles de l'enseignement primaire au supérieur, et sur le lieu de travail. Toutes les organisations, industrielles, commerciales, agricoles, administratives, militaires organisaient des sessions de formation en groupes de tout le personnel pour étudier le livre pendant les heures de travail.
Au paroxysme de la révolution culturelle, les peines encourues en cas d'incapacité à présenter le livre et à le réciter sur simple demande des Gardes rouges pouvaient aller de la punition corporelle immédiate à la déportation pour de nombreuses années au Laogaï.
Les citations de Mao Zedong étaient imprimées en gras et en rouge. La compréhension et l'assimilation de la « pensée Mao Zedong » étaient censées améliorer de façon irréversible l'entrain au travail, et ainsi compenser largement au niveau de la production le temps passé à cette étude.
Pendant les années 1960, le Petit Livre rouge est le symbole graphique le plus visible en Chine, plus omniprésent encore que les portraits de Mao lui-même. Sur les images, les affiches, les panneaux réalisés par les artistes chargés de la propagande, presque chaque personnage, à l'exception de Mao, apparaît souriant, animé d'une détermination sans faille, et tenant à la main le Petit Livre rouge.
En 1971, survient la disgrâce de Lin Biao, le numéro 2 du régime. Le Petit Livre rouge devient encombrant. Les imprimeries stoppent la production jusqu’à nouvel ordre. Des millions d’exemplaires déjà imprimés, doivent être jetés. Chaque citoyen chinois reçoit l’ordre d’arracher la préface rédigée par Lin Biao. Puis fut imprimée une nouvelle édition, sans la préface rédigée par le « traitre ».

### Le recul duPetit Livre rougeà partir de 1976
Avec la fin de la révolution culturelle en 1976 et l'accession au pouvoir de Deng Xiaoping en 1978, l'importance du livre décroit énormément, mais discrètement, et la mise en exergue des citations de Mao commença à être considérée comme une manifestation du culte de la personnalité. En février 1979, la diffusion du Petit Livre rouge cesse, le Département de la propagande du comité central considérant que Lin Biao et la bande des Quatre se sont servis de l'ouvrage pour « distiller leur poison » et déformer la pensée de Mao Zedong. Des dizaines de millions de copies sont détruites.
Cela n'a pas empêché une réédition de luxe en 2013.

## Diffusion dans le monde
Un projet de traduction et d'impression massive fut mis au point afin que tout partisan ou sympathisant étranger puisse lire le texte dans sa propre langue. En 1967 le livre avait déjà été traduit dans plus de 36 langues et plus de 720 millions d'exemplaires avaient déjà été imprimés.
Le journaliste américain Sidney Rittenberg, membre du Parti communiste chinois, traduisit le Petit Livre rouge en anglais. Si la version en langue française eut un succès limité auprès de la classe ouvrière (le Parti communiste français considérait alors le maoïsme comme une « déviation gauchiste »), en revanche de nombreuses personnalités intellectuelles (dont certaines s'affichant « anti-intellectuelles ») déclarèrent en leur temps avoir été séduites par ce livre.
Le seul autre pays où le Petit Livre rouge de Mao Zedong fut obligatoire (entre 1961 et 1978) fut l'Albanie d'Enver Hoxha.
Le Petit Livre rouge est le livre le plus vendu au monde après la Bible, avec des ventes estimées à 2 milliards d'exemplaires selon les chercheurs occidentaux, 5 milliards selon l'agence de presse officielle chinoise Xinhua qui rappelle qu'à l'apogée de ce que les commentateurs occidentaux appelèrent la « Bible de l'Est », la planète comptait près de trois milliards d'habitants, ce qui ferait une moyenne de 1,5 exemplaire par personne.

## Édition originale
L'édition originale, non datée, est rare. Son format est plus grand que celui des éditions suivantes (139 mm) et elle comporte moins de pages (l'édition de 1965 possède 270 pages de texte). Ce premier tirage présente en outre une erreur d'impression dans le feuillet calligraphié par Lin Biao. Un coup de pinceau superflu s'est en effet glissé dans la seconde ligne verticale de caractères en partant de la droite, au niveau du second caractère en partant du haut. Ce coup de pinceau superflu fut effacé dès le second tirage du texte.
L'ouvrage comportait en effet à l'origine un feuillet présentant un message d'encouragement de Lin Biao imprimé en facsimilé de son écriture, ainsi qu'une préface d'introduction de deux pages, également de sa main, où il expliquait l'importance de ce livre qui devait devenir un guide dans la vie quotidienne de chacun.
Après que, selon la thèse officielle du gouvernement chinois, Lin eut tenté sans succès d'assassiner Mao en septembre 1971, le Parti souhaita effacer toute trace de son existence et ordonna à tous les citoyens d'arracher le feuillet écrit par le général de leurs exemplaires du Petit Livre rouge. Plus aucune  édition imprimée après 1971 ne comporte ce feuillet. Tout exemplaire complet contenant ce rarissime feuillet mettait en danger la vie de son possesseur.
Alors que peu d'exemplaires de l'édition originale sont parvenus jusqu'à nous, la plupart d'entre eux sont incomplets. Le feuillet calligraphié par Lin Biao manque presque toujours, et la préface dans laquelle son nom apparaît est elle aussi très souvent absente.
La Bibliothèque nationale de France (BnF) possède un exemplaire qu'elle qualifie de « premier état, avec la faute sur la page calligraphiée par Lin Biao, broché sous couverture blanche ».
Exemplaire broché sous couverture blanche identique à celui de la BnF, donc du premier état réservé aux officiers, revêtu exceptionnellement de son vinyle rouge. »
Provenance : tampon rouge circulaire sur le titre qui indique qu'il s'agit d'un « présent du Comité officiel, du département de l'Agriculture et de l'Industrie, Première Union des ouvriers industriels, P.R.C. ».
Le Petit Livre rouge est à présent devenu un objet de collection intégré à l'économie de marché : en 2012 la librairie parisienne Camille Sourget en proposait un exemplaire à la vente au prix de 10 000 euros.

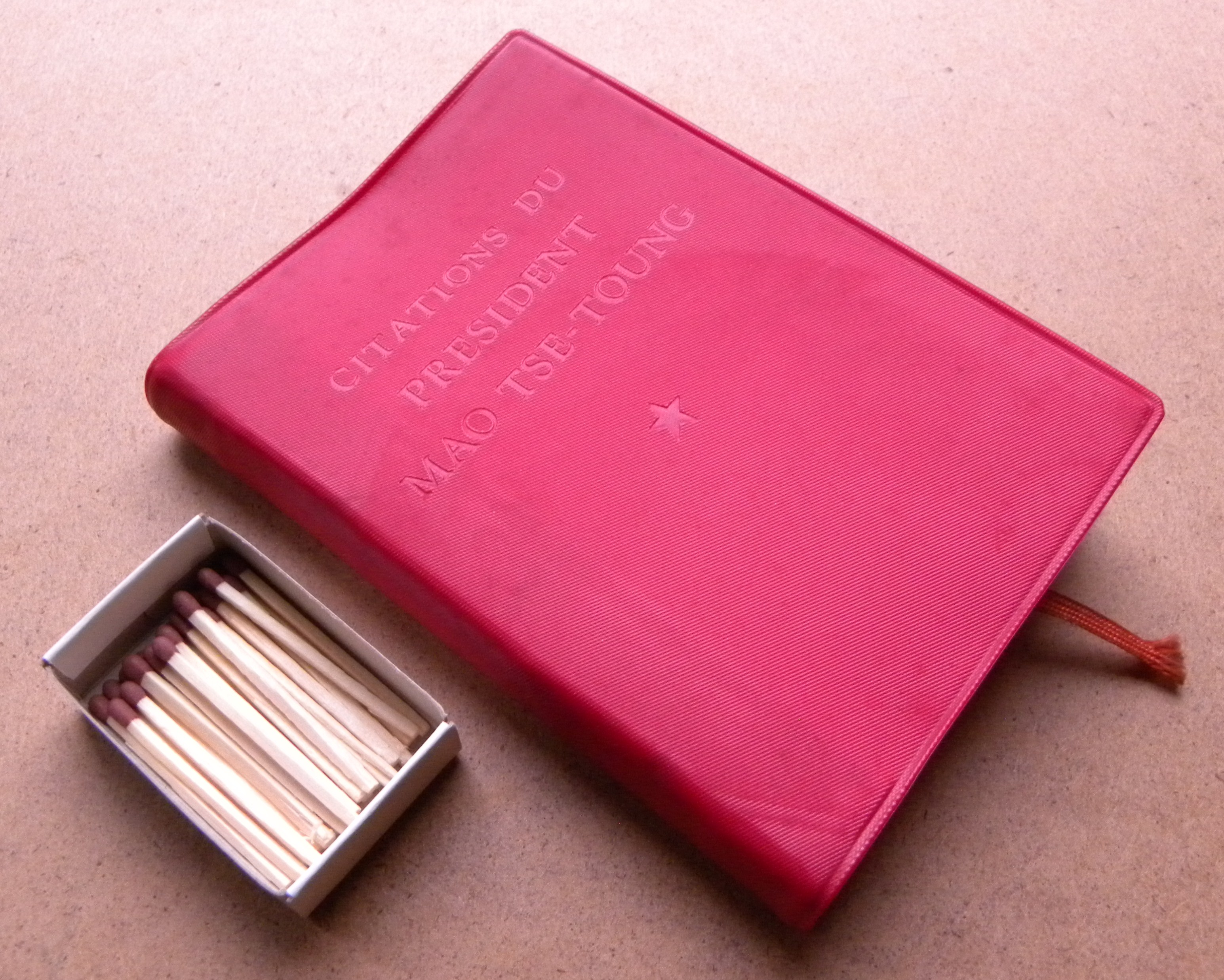
Vue du livre en perspective.
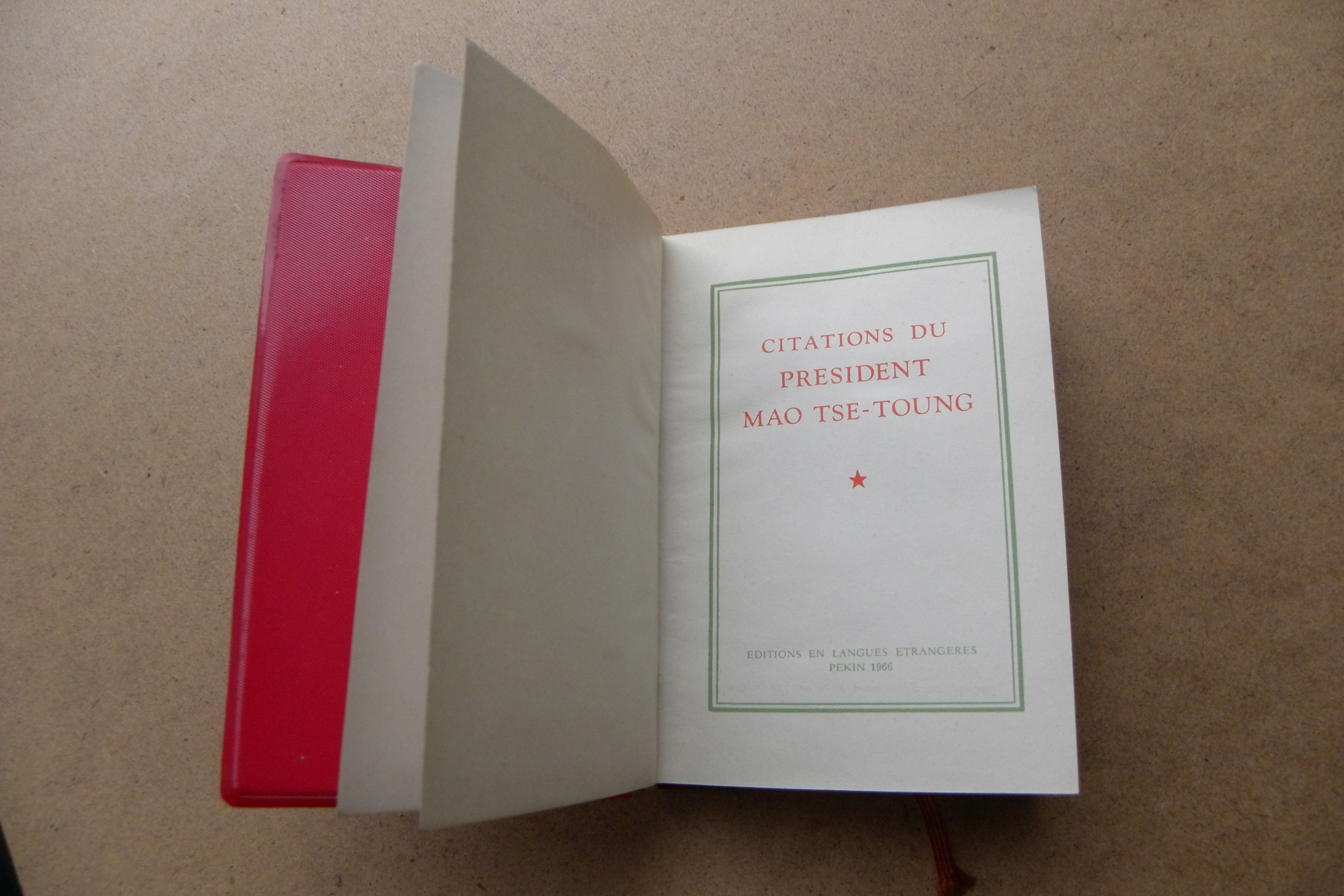
Page de garde de l'édition originale française de 1966.
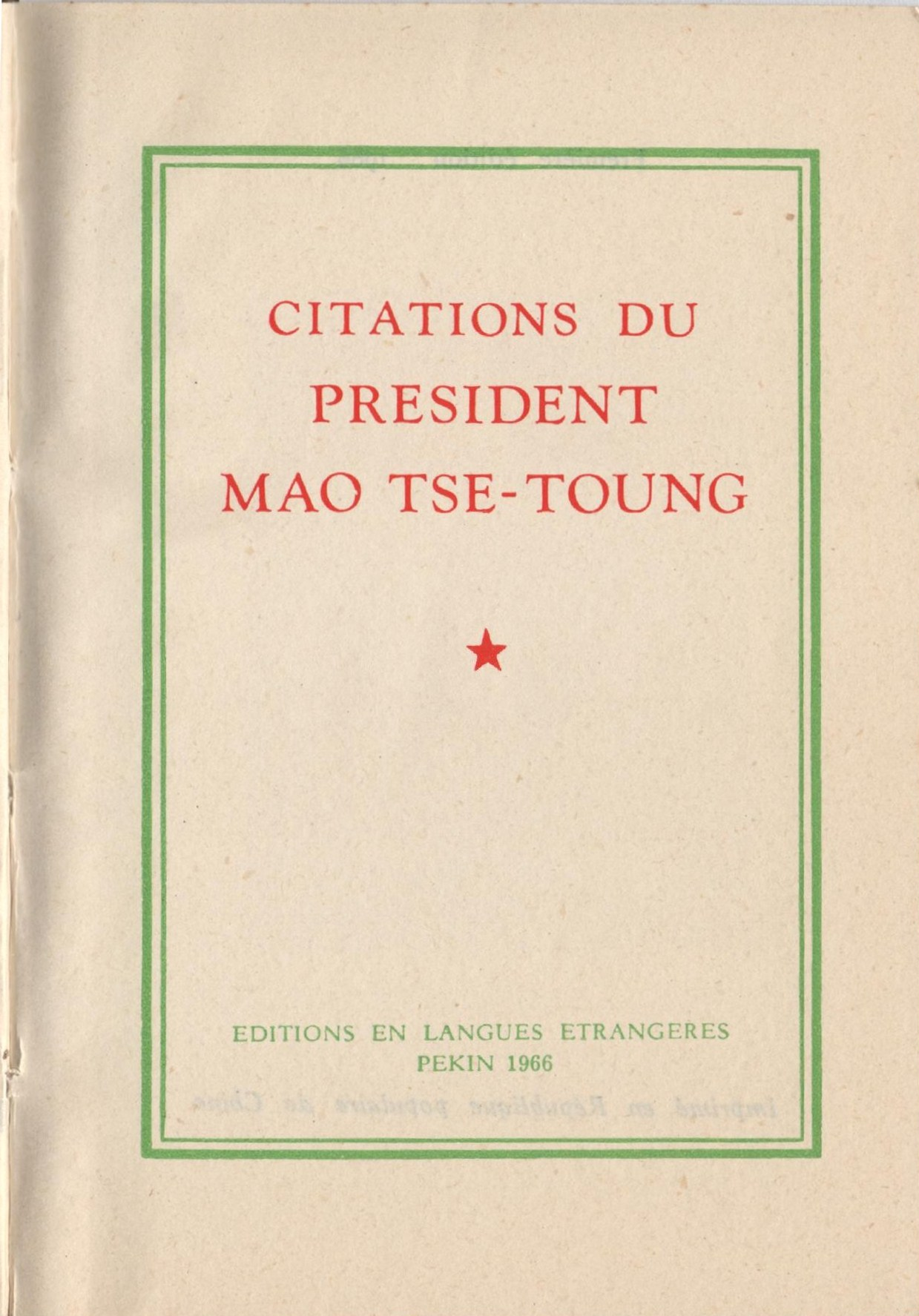
Page de garde de l'édition originale française de 1966.
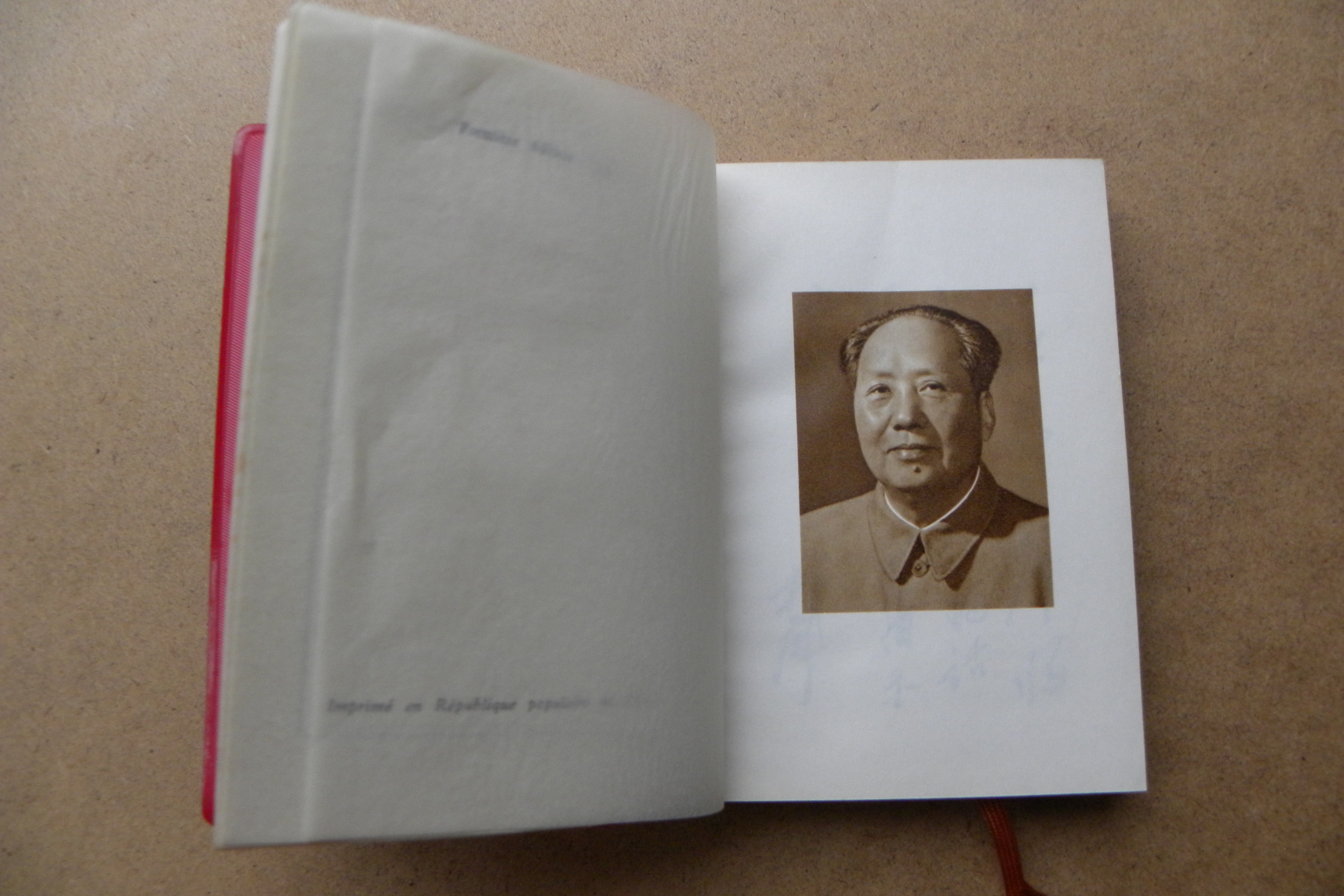
Photo de Mao Tsetoung (deuxième page de garde)